# اولین شب آرامش (مجموعه تلویزیونی)
اولین شب آرامش یک مجموعه تلویزیونی محصول سال ۱۳۸۵–۱۳۸۴ به کارگردانی احمد امینی، نویسندگی سعید شاهسواری، عباس نعمتی و تهیه‌کنندگی سعید شاهسواری می‌باشد که از شبکه سه پخش شد. این مجموعه در ۲۵ قسمت ۴۵ دقیقه‌ای تهیه شد.

## خلاصه داستان
آذر و علیرضا که هم کلاسی هستند قرار است با هم ازدواج کنند، در این بین نوشین دوست صمیمی آذر دیوانه وار عاشق علیرضاست و سعی می‌کند مانع از وصلت این دو شود، از این رو برادر خود فرزاد را که زمانی نامزد آذر بوده و به خارج رفته تشویق می‌کند به ایران برگردد. درست در روز عقد آذر و علیرضا نوشین به آذر خبر می‌دهد که فرزاد دارد به خاطر او به ایران بر می‌گردد، آذر که هنوز به فرزاد علاقه‌مند است بر سر سفره عقد جواب منفی می‌دهد و نامزدی را به هم می‌زند، این آغاز ماجراهایی در این سریال است!

## بازیگران
- یکتا ناصر[۳] در نقش نوشین
- مهدی پاکدل در نقش علیرضا فهیم
- پرویز پورحسینی در نقش جلال شایان
- شبنم قلی‌خانی در نقش آذر فرجاد
- امیر آقایی در نقش پیمان سهرابی
- شهروز ابراهیمی در نقش فرزاد
- مهتاج نجومی در نقش شکوه
- اکرم محمدی در نقش همسر رفیع
- مریم معترف در نقش مادر آذر
- بهرام ابراهیمی در نقش رفیع ملکی
- مهرداد ضیایی در نقش سرگرد عکاشه
- پرویز سیرتی در نقش فرجاد (پدر آذر)
- سعیده عرب در نقش خواهر جلال
- آتیلا پسیانی
- پوراندخت مهیمن
- داریوش فرهنگ
- جواد مولانیا
- اشکان صادقی

## موسیقی
| شماره | نام                         | خواننده     | مدت  |
| ----- | --------------------------- | ----------- | ---- |
| ۱.    | «به سوی تو» (تیتراژ پایانی) | مهران زاهدی | ۲:۴۴ |

## جوایز و نامزدها
| ۱۳۸۶ | دهمین دوره جشن حافظ |                                                |             |          |
| ۱۳۸۶ | دهمین دوره جشن حافظ | بهترین کارگردانی تلویزیونی                     | احمد امینی  | نامزدشده |
| ۱۳۸۶ | دهمین دوره جشن حافظ | بهترین بازیگر زن درام                          | یکتا ناصر   | نامزدشده |
| ۱۳۸۶ | دهمین دوره جشن حافظ | بهترین خواننده تیتراژ فیلم یا مجموعه تلویزیونی | مهران زاهدی | نامزدشده |